# ぼくが電話をかけている場所
『ぼくが電話をかけている場所』は、アメリカの小説家レイモンド・カーヴァーの短編小説集。日本で最初に翻訳出版された短編集で、作品のセレクトと翻訳は村上春樹が行っている。1983年刊行。
1988年5月に本国で出版された、37編から成る精選作品集『Where I'm Calling From: New and Selected Stories』と本書は別のものである。

## 概要
文芸誌『海』1983年5月号の特集「今日の海外文学-21- レイモンド・カーヴァー」にカーヴァーの作品が一挙7編掲載される。それに「何もかもが彼にくっついていた」を加えたものが本書である。1983年7月25日、中央公論社から刊行された。表紙の絵と装丁は落田謙一。1985年12月25日、中公文庫として文庫化された。
のちにカーヴァーの個人全集を単独で翻訳することになる村上だが、生まれて初めて読み、また最初に訳した作品が「足もとに流れる深い川」（So Much Water So Close to Home）だったという。
村上は1982年から1986年まで『Sports Graphic Number』にアメリカの雑誌や新聞を題材にしたコラム「スクラップ」を連載していたが、同誌1982年7月20日号でいち早くカーヴァーの作品を紹介している。該当箇所は以下のとおり。
「最近では『ニューヨーカー』に載ったレイモンド・カーバーの『僕が電話をかけている場所』（Where I'm Calling From）とドナルド・バーセルミの「落雷」（Lightning）の二冊がお勧め品である。カーバーもいつもながらほれぼれするような好短編である。」

## 内容
|   | タイトル                                                    | 初出                                       | 単行本                                                                 | 初出（翻訳）      |
| - | ----------------------------------------------------------- | ------------------------------------------ | ---------------------------------------------------------------------- | ----------------- |
| 1 | ダンスしないか? Why Don't You Dance?                        | Quarterly West, No.7 (Autumn 1978)         | 『愛について語るときに我々の語ること』 （クノップフ社、1981年4月20日） | 『海』1983年5月号 |
| 2 | 出かけるって女たちに言ってくるよ Tell the Women We're Going | Sou'wester Literary Quarterly, Summer 1971 | 『愛について語るときに我々の語ること』                                 | 『海』1983年5月号 |
| 3 | 大聖堂 Cathedral                                            | The Atlantic Monthly, September 1981       | 『大聖堂』 （クノップフ社、1983年9月15日）                             | 『海』1983年5月号 |
| 4 | 菓子袋 Sacks                                                | Perspective, 17, No.3 (Winter 1974)        | 『愛について語るときに我々の語ること』                                 | 『海』1983年5月号 |
| 5 | あなたお医者さま? Are You a Doctor?                         | Fiction, 1, No.4 (1973)                    | 『頼むから静かにしてくれ』 （マグロー・ヒル社、1976年3月9日）          | 『海』1983年5月号 |
| 6 | ぼくが電話をかけている場所 Where I'm Calling From           | The New Yorker, March 15, 1982             | 『大聖堂』                                                             | 『海』1983年5月号 |
| 7 | 足もとに流れる深い川 So Much Water So Close to Home         | Spectrum, 17, No.1 (Fall 1975)             | 『怒りの季節』 （キャプラ・プレス、1977年11月）                        | 『海』1983年5月号 |
| 8 | 何もかもが彼にくっついていた Everything Stuck to Him        | Chariton Review, 1, No.2 (Fall 1975)       | 『愛について語るときに我々の語ること』                                 | 訳し下ろし        |

2. 「出かけるって女たちに言ってくるよ」の雑誌掲載時のタイトルは "Friendship"。
4. 「菓子袋」は "The Fling" というタイトルで2冊目の短編集『怒りの季節』（キャプラ・プレス、1977年11月）に収録されている。それを改題・改稿したものが3冊目の『愛について語るときに我々の語ること』に収録された。本書『ぼくが電話をかけている場所』に収められているバージョンは後者。
7. 「足もとに流れる深い川」はロング・バージョンが『怒りの季節』に収録され、その後ショート・バージョンが『愛について語るときに我々の語ること』に収録された。本書『ぼくが電話をかけている場所』に収められているバージョンは前者。なお『怒りの季節』に収録されたバージョンと、1983年4月に出版された『ファイアズ (炎)』収録のバージョンはほぼ同じである。
8. 「何もかもが彼にくっついていた」は "Distance" というタイトルで『怒りの季節』に収録されている。それを改題・改稿したものが『愛について語るときに我々の語ること』に収録された。本書『ぼくが電話をかけている場所』に収められているバージョンは後者。なお、『ファイアズ (炎)』収録のバージョンはそのどちらとも異なり、編集者ゴードン・リッシュによるいくつかの改変部分とテス・ギャラリーの提案部分が反映されている。